# Berkner (cráter)

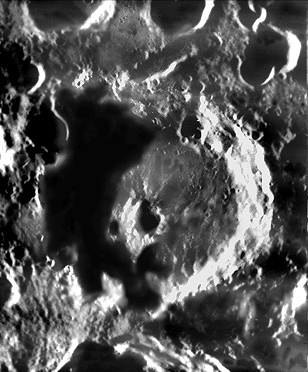
Fotografía de la misión Lunar Reconnaissance Orbiter

Berkner es un cráter de impacto lunar que se encuentra en la cara oculta de la Luna, justo después de la extremidad occidental. Se inserta en el borde este-sureste del cráter Parenago. Justo al sur se encuentra Robertson, y al sureste está Helberg.
El borde exterior de este cráter se ha desgastado y erosionado, sobre todo en la mitad noroeste. La parte más intacta del borde está al sureste, mientras que el resto se ha visto afectado, mostrando muescas por impactos más pequeños, y estando cubierto por materiales eyectados al suroeste.

## Cráteres satélite
Por convención estos elementos son identificados en los mapas lunares poniendo la letra en el lado del punto medio del cráter que está más cerca de Berkner.
|         | \| Berkner \| Coordenadas \| Diámetro \| \| ------- \| ------------------------------- \| -------- \| \| A \| 27°36′N 104°48′O / 27.6, -104.8 \| 22 km \| \| B \| 29°18′N 104°06′O / 29.3, -104.1 \| 33 km \| \| Y \| 27°48′N 106°12′O / 27.8, -106.2 \| 31 km \| |          |
| Berkner | Coordenadas | Diámetro |
| A       | 27°36′N 104°48′O / 27.6, -104.8 | 22 km    |
| B       | 29°18′N 104°06′O / 29.3, -104.1 | 33 km    |
| Y       | 27°48′N 106°12′O / 27.8, -106.2 | 31 km    |